# Manorina melanophrys
Manorina melanophrys là một loài chim trong họ Meliphagidae.
Đây là loài đặc hữu đông nam Úc.
Loài chim này hầu như chỉ ăn lớp vỏ hình vòm của một số loài bọ psyllidea, loài bọ ăn nhựa cây eucalyptus.